# Ashlei Sharpe Chestnut
Ashlei Sharpe Chestnut (* 9. August 1992 in Gainesville, Florida) ist eine US-amerikanische Schauspielerin.

## Werdegang
Ashlei Sharpe Chestnut stammt aus Gainesville in Florida und ist seit 2014 als Schauspielerin aktiv. Ihre erste Rolle war die einer Trauerfeierteilnehmerin in dem Film Selma. Es folgten Auftritte in den Serien Gotham und Detective Laura Diamond. Von 2016 bis 2017 war sie wiederkehrend als Simone Bah in der sechsten Staffel von Homeland zu sehen.

## Filmografie
- 2014: Selma
- 2015: Almost Fiction (Kurzfilm)
- 2015: Gotham (Fernsehserie, Episode 2x09)
- 2016: Detective Laura Diamond (Fernsehserie, Episode 2x13)
- 2016–2017: Homeland (Fernsehserie, 4 Episoden)
- 2018: The Good Fight (Fernsehserie, Episode 2x09)
- 2019: Instinct (Fernsehserie, Episode 2x11)
- 2019: Prodigal Son (Fernsehserie, Episode 1x05)
- 2020: Give or Take
- 2021: Cruel Summer (Fernsehserie, 2 Episoden)
- 2021: The Man Behind the Camera
- 2022: Rap Sh!t (Fernsehserie, 2 Episoden)
- 2022–2023: Navy CIS: L.A. (NCIS: Los Angeles, Fernsehserie, 2 Episoden)
- 2023: Star Trek: Picard (Fernsehserie, 10 Episoden)
- 2023: Our Deadly Vows
- 2024: What Happens in Miami
- 2024: Mistletoe & Matrimony (Fernsehfilm)
- 2025: The Man Behind the Camera